# Villa Aldama (Veracruz)
Villa Aldama es una localidad del estado mexicano de Veracruz. Es cabecera del municipio de Villa Aldama.

## Demografía
| Censo | Población |
| ----- | --------- |
| 1900  | 593       |
| 1910  | 633       |
| 1921  | 1 114     |
| 1930  | 1 471     |
| 1940  | 1 328     |
| 1950  | 1 327     |
| 1960  | 1 333     |
| 1970  | 1 360     |
| 1980  | 2 466     |
| 1990  | 2 056     |
| 1995  | 2 252     |
| 2000  | 2 382     |
| 2005  | 2 972     |
| 2010  | 3 291     |
| 2020  | 3 770     |